# Builo
Der Builo ist ein Berg in Osttimor mit einer Höhe von 1234 m. Er liegt im Osten des Verwaltungsamts Ossu (Gemeinde Viqueque) im Gebiet des Suco Ossorua. 2017 wurde der Suco Builo von Ossorua abgetrennt. Quellen zur Grenzziehung sind noch nicht verfügbar.
Es gibt Pläne, das Gebiet um den Builo mit etwa 3000 bis 4000 Hektar zur Important Bird Area des benachbarten Monte Mundo Perdido hinzuzufügen.

## Geschichte
Der Builo war ab 1976 ein Rückzugsgebiet der FALINTIL, die gegen die indonesischen Invasoren kämpfte. Hier gründete sie eine base de apoio, eine Widerstandsbasis, die Zuflucht für Flüchtlinge aus Ossu, Uato-Lari, der Stadt Viqueque, Uatucarbau und Baucau bot. Mitte 1977 entdeckte die indonesische Armee die Widerstandsbasis und griff sie an. Viele Zivilisten kamen dabei ums Leben. Einige flohen zum Matebian.